# Didymochelia edwardi
Didymochelia edwardi is een vlokreeftensoort uit de familie van de Didymocheliidae. De wetenschappelijke naam van de soort is voor het eerst geldig gepubliceerd in 1987 door Bellan-Santini & Ledoyer.